# Dedicate a chi ama
Dedicate a chi ama è un album della cantante italiana Gloriana, pubblicato nel 1987. Nello stesso anno la canzone Forcella street fu usata come sigla per lo spettacolo televisivo Napoli prima e dopo.

## Tracce
Lato A
1. Nun fa niente
2. Furore
3. Una sera con te
4. Vedimmencenne bbene
5. Napule

Lato B
1. Forcella street
2. Io 'mbraccio a tte
3. Un'altra donna
4. Dimenticarti
5. Cucussettè